# Sixt-sur-Aff
Sixt-sur-Aff är en kommun i departementet Ille-et-Vilaine i regionen Bretagne i nordvästra Frankrike. Kommunen ligger i kantonen Pipriac som tillhör arrondissementet Redon. År 2022 hade Sixt-sur-Aff 2 222 invånare.

## Befolkningsutveckling
Antalet invånare i kommunen Sixt-sur-Aff
Referens:INSEE